# 김웅진
김웅진(金雄鎭 , 1906년 -?)은 대한민국의 정치인이다. 본관은 나주.

## 약력
- 경기도 수원군에서 태어났다.
- 중동중학교, 수원농림학교를 졸업하였다.
- 초대, 제2대 국회의원이다.
- 1948년 8월 5일 대한민국 제헌 국회 제40차 본회의에서, 해방 후부터 계속 제기되어 온 친일파 처단 문제를 발의하여 다시 본격 논의되기 시작했다. 김웅진은 국회 내의 반민특위 검찰관으로 선임되었다.[1]

## 역대 선거 결과
|  | 42.01% |

|  | 18.04% |

## 참고자료
- 《대한민국 의정총람》, 국회의원총람발간위원회, 1994년
- 김웅진 - 대한민국헌정회